# Гризолія
Гризолія, Ґризолія (італ. Grisolia, сиц. Grisulia) — муніципалітет в Італії, у регіоні Калабрія,  провінція Козенца.
Гризолія розташована на відстані близько 380 км на південний схід від Рима, 115 км на північний захід від Катандзаро, 60 км на північний захід від Козенци.
Населення — 2242 особи (2014).
Щорічний фестиваль відбувається 13 червня. Покровитель — Sant'Antonio.

## Демографія
Населення за роками:

Станом на 1 січня 2023 року в муніципалітеті офіційно проживало 98 іноземців з 14 країн, серед них 59 громадян країн Євросоюзу та 5 громадян України.

## Сусідні муніципалітети
- Буонвічино
- Діаманте
- Маєра
- Моттафоллоне
- Сан-Донато-ді-Нінеа
- Сан-Сості
- Санта-Марія-дель-Чедро
- Вербікаро